# Hugo Norberto Castillo
Hugo Norberto Castillo (* 17. März 1971 in Capioví, Provinz Misiones), in Abwandlung seiner Heimatprovinz auch unter dem Spitznamen Misionero bekannt, ist ein ehemaliger argentinischer Fußballspieler, der vorwiegend im Mittelfeld agierte und heute als Trainer arbeitet.

## Laufbahn
Castillo begann seine Laufbahn beim in der Provinz Misiones beheimateten CD Guaraní Antonio Franco in Posadas, bei dem er bis 1993 unter Vertrag stand. Anschließend wechselte er zum in der Hauptstadt Buenos Aires beheimateten Club Deportivo Español, bei dem Castillo in den nächsten drei Jahren 81 Punktspiele absolvierte und 25 Treffer erzielte.
Im Sommer 1996 wechselte Castillo in die mexikanische Liga, in der er bis zum Ende seiner aktiven Laufbahn Ende 2005 für insgesamt vier Vereine spielte. Seine ersten anderthalb Jahre in Mexiko verbrachte er beim CF Monterrey und anschließend stand er vier Jahre lang bei Atlas Guadalajara unter Vertrag, der somit die längste Station seiner Profikarriere war. Anfang 2002 wechselte Castillo zum Club América, mit dem er im Torneo Verano 2002 den Meistertitel gewann und bei dem er bis Mitte 2004 unter Vertrag stand. Im Jahr 2005 beendete Castillo seine aktive Laufbahn bei Santos Laguna.
1995 bestritt Castillo seinen einzigen Länderspieleinsatz für die argentinische Fußballnationalmannschaft.
Nach seiner aktiven Laufbahn stieg Castillo ins Trainergeschäft ein und betreut seit 2013 den Nachwuchsbereich von Atlas Guadalajara. Nach der Entlassung von Gustavo Matosas betreute Castillo im November 2015 als Interimstrainer kurzzeitig die erste Mannschaft des Club Atlas.

## Erfolge
- Mexikanischer Meister: Verano 2002